# Občina Šenčur
Občina Šenčur je ena od občin v Republiki Sloveniji z okoli 8.900 prebivalci. Leži na Kranjskem polju vzhodno od Kranja in obsega dvanajst naselij na 4030 hektarih. Njeno središče je naselje Šenčur, ustanovljena pa je bila leta 1994.

## Zgodovina občine
V 18. stoletju je imel Šenčur upravni status soseske, področje njegove uprave pa je bilo definirano zlasti z obsegom lokalne župnije. V času Ilirskih provinc je bila šenčurska občina, imenovana tudi merija, poleg osmih drugih del kantona Kranj. V meriji Šenčur je leta 1811 živelo 2856 prebivalcev. Na podlagi statusa merije je bil Šenčur po povratku Avstrijcev razglašen za glavno občino, tako da je obsegal šest podobčin (Hrastje, Luže, Olševek, Šenčur, Velesovo in Voglje) in je leta 1817 imel 2805 prebivalcev ter 607 hiš. Z uvedbo krajevnih občin leta 1854 se je šenčurska občina zmanjšala na področje Šenčurja, Luž in Srednje vasi. Ob zmanjšanju števila občin s predpisoma iz leta 1866 so na šenčurskem območju ostale samo občine Šenčur, Hrastje in Voglje. Šenčurska občina je obsegala 3591 hektarov in trinajst naselij: Adergas, Hotemaže, Luže, Milje, Možjanco, Olševek, Praprotno Polico, Srednjo vas, Šenčur, Trato, Tupaliče, Velesovo in Visoko. Kranjski deželni odbor je zaradi nesoglasij med Šenčurjem in Velesovim leta 1913 ustanovil ločeno občino Velesovo in ji pripojil Adergas, Praprotno Polico, Velesovo in Trato.
Nastanek Kraljevine SHS na lokalnem nivoju ni prinesel posebnih sprememb. Obseg šenčurske občine se ni spreminjal, prebivalstvo pa je postopno raslo in leta 1931 doseglo 2473 občanov. Zakon o občinah iz leta 1933 je uvedel komasacijo občin, na podlagi katere je bila v šenčursko občino ponovno vključena velesovska. Leta 1934 je zgolj za nekaj mesecev središče občine postala vas Visoko, nato pa se je občinski sedež vrnil v Šenčur. Leta 1935 je minister za notranje zadeve Anton Korošec podpisal sklep o prehodu krajev Voklo, Voglje, Hrastje in Prebačevo iz občine Trboje v občino Šenčur. Občani so proslavljali nastanek povečane občine, vendar je poleti 1936 Korošec z novim odlokom občini odvzel kraja Tupaliče in Možjanca ter ju priključil občini Preddvor. Leta 1937 je šenčurska občina obsegala 4633 hektarov površine s petnajstimi naselji in imela 3862 prebivalcev ter 777 hiš.
Med drugo svetovno vojno je občina delovala naprej in obsegala enak prostor kot pred vojno. Medvojne navedbe o obsegu občine, ki naj bi merila 4786 hektarov in 65 arov, so nekoliko večje od predvojnih podatkov. Leta 1944 je občina imela 4512 prebivalcev ter 800 hiš. Eden najbolj tragičnih dogodkov vojne se je zgodil 8. marca 1942, ko so nemški vojaki, po izdaji domačina, obkolili domačiji Pər Lénart in Pər Tílet, zajeli nekaj domačinov, zažgali Sušnikov hlev in Lénartovo domačijo, v kateri so bili 3 otroci in njihova mama, žena Janeza Pipana, ki je bil zajet na Sušnikovem hlevu. Ta je moral gledati požig svojega doma, v katerem sta živa zgorela žena Marija in 16-letni sin Janko, domačin Alojz Rabič pa je iz goreče hiše rešil ostala dva otroka: 6-letno Rozalijo in 11-letnega Viktorja. Na hiši, ki danes stoji na istem mestu in so jo sovaščani po vojni udarniško postavili preživelima otrokoma, je vzidana spominska plošča o tem dogodku. Glavna cesta skozi Šenčur je poimenovana po tem dogodku - Pipanova cesta.
Z nastankom socialistične Jugoslavije je Šenčur postal eden od 46 krajev, ki so sodili pod okraj Kranj. S sprejemom dopolnjene različice Zakona o upravni razdelitvi Ljudske republike Slovenije leta 1946 je kraj Šenčur obsegal dve katastrski občini, Šenčur in Srednjo vas. Novi zakon iz leta 1952 je ukinil kraje in jih nadomestil z občinami, kar je postal tudi Šenčur. Vključeval je šest katastrskih občin: Hrastje, Luže, Olševek, Šenčur, Visoko in Voglje.
Leta 1955 je bil sprejet Zakon o območjih okrajev in občin v Ljudski republiki Sloveniji. Z njim je bila šenčurska občina ukinjena in s 1. julijem 1955 je kot krajevna skupnost prešla v okvir Občine Kranj.
Po osamosvojitvi Slovenije je na področju Šenčurja nastalo eno od 340 referendumskih območij, na katerih so se prebivalci odločali, ali si želijo ustanovitev svoje občine. Na referendumu 29. maja 1994 so to možnost v Šenčurju s 65,8% zavrnili. Ne glede na to odločitev je Državni zbor Republike Slovenije 3. oktobra 1994 sprejel Zakon o ustanovitvi občin ter o določitvi njihovih območij, s katerim je bila na novo ustanovljena tudi Občina Šenčur, ki je obsegala 13 naselij, med njimi Žerjavko, ki prej še nikoli ni bila del občine.
Do zadnje teritorialne spremembe je prišlo 14. junija 2002, ko se je naselje Hrastje na željo krajanov odcepilo od občine in se priključilo Mestni občini Kranj.

## Občina danes
Občinsko središče je Šenčur, v katerem delujejo vse ustanove in infrastruktura, ki so predpogoj za nastanek občine: devetletna osnovna šola, zdravstvena ambulanta, trgovina z živili in mešanim blagom, oskrba s pitno vodo, odvajanje odpadnih voda, elektrika, pošta, banka, knjižnica in prostori za upravno dejavnost. Gospodarstvo bazira na kmetijstvu, podjetništvu in turizmu, večinski delež delovno aktivnega prebivalstva pa se na delo vozi v sosednji Kranj. Po podatkih popisa prebivalstva iz leta 2002 je v občini živelo 8591 prebivalcev, dne 1. januarja 2017 pa je imela 8557 prebivalcev.

## Naselja v občini
Hotemaže, Luže, Milje, Olševek, Prebačevo, Srednja vas pri Šenčurju, Šenčur, Trboje, Visoko, Voglje, Voklo, Žerjavka.